# Ландштурм
Ландштурм (њем. Landsturm - посљедња одбрана), војни обвезници и грађани најстаријих годишта који подлијежу војној обавези а нису прошли војну обуку. Назив се употребљава у државама у којима се говори њемачки језик. Као и ландвер, ландштурм је настао као грађанска милиција за заштиту граница и позадинске дужности.
Послије Другог свјетског рата систем ландштурма је задржан у Швајцарској, гдје по закону из 1961. Ланштурм чине војни обвезници од 43. до 50. године старости који попуњавају територијалне и позадинске јединице. Позивају се једном годишње на вјежбу од 13 дана или двапут по 6 дана.